# Saha-Gleichung
Die Saha-Gleichung (auch Saha-Ionisierungs-Gleichung oder Eggert-Saha-Gleichung) beschreibt im thermodynamischen Gleichgewicht die Abhängigkeit des Ionisationsgrades eines Gases von der Temperatur; erreicht der Ionisationsgrad eine nennenswerte Größenordnung, spricht man nicht mehr von einem Gas, sondern von einem Plasma. 
Die Gleichung wurde 1920 von dem damals 27-jährigen indischen Astrophysiker Meghnad Saha aus der Boltzmann-Statistik abgeleitet und ist bedeutend für die Physik der Sterne. John Eggert lieferte Vorarbeiten 1919 durch eine Veröffentlichung in der Physikalischen Zeitschrift. Saha las diese Arbeit in Indien und konnte sie entscheidend verbessern.
Man kann die Saha-Gleichung so lesen, dass gerade diejenigen Atome ionisiert sind, bei denen die thermische Energie der Elektronen gemäß der Boltzmann-Verteilung über der Ionisierungsenergie liegt.

## Formulierung
Für reine Gase lautet die Saha-Gleichung
{\displaystyle {\frac {n_{\rm {e}}\cdot n_{i+1}}{n_{i}}}={\frac {2}{\lambda ^{3}}}{\frac {Z_{i+1}}{Z_{i}}}\exp \left[-{\frac {(\epsilon _{i+1}-\epsilon _{i})}{k_{\rm {B}}T}}\right]}
mit:
- {\displaystyle n_{i}\,} der Teilchendichte des ionisierten Gases (wobei i die Anzahl der fehlenden Elektronen ist = Ionisierungsstufe)
- {\displaystyle n_{\rm {e}}\,} der Elektronendichte
- {\displaystyle Z_{i}\,} der Zustandssumme des Atoms/Ions der i-ten Stufe
- {\displaystyle \epsilon _{i+1}-\epsilon _{i}\,} der Ionisierungsenergie, die benötigt wird, um ein weiteres Elektron aus einem Ion zu entfernen (von i zu i+1).
- {\displaystyle \lambda \,} der thermischen Wellenlänge (eines Elektrons) {\displaystyle \lambda \equiv {\sqrt {\frac {h^{2}}{2\pi m_{\rm {e}}k_{\rm {B}}T}}}} mit
  - {\displaystyle h\,} der Planck-Konstante
  - {\displaystyle m_{\rm {e}}\,} der Masse des Elektrons
  - {\displaystyle k_{\rm {B}}T\,} der thermischen Energie
- Alternativ kann {\displaystyle {\frac {2}{\lambda ^{3}}}\,} auch als Zustandssumme {\displaystyle Z_{\rm {e}}\,} des freien Elektrons interpretiert werden (der Faktor 2 repräsentiert dann die Spin-Entartung des Elektrons)
- {\displaystyle k_{\rm {B}}\,} der Boltzmann-Konstante
- {\displaystyle T\,} der absoluten Temperatur des Gases.